# Fimbristylis adenolepis
Fimbristylis adenolepis är en halvgräsart som beskrevs av Johannes Hendrikus Kern. Fimbristylis adenolepis ingår i släktet Fimbristylis och familjen halvgräs. Inga underarter finns listade i Catalogue of Life.